# Lake Cronin
Lake Cronin är en sjö i Australien. Den ligger i delstaten Western Australia, omkring 370 kilometer öster om delstatshuvudstaden Perth. 
Omgivningarna runt Lake Cronin är i huvudsak ett öppet busklandskap. Trakten runt Lake Cronin är nära nog obefolkad, med mindre än två invånare per kvadratkilometer. Genomsnittlig årsnederbörd är 509 millimeter. Den regnigaste månaden är november, med i genomsnitt 68 mm nederbörd, och den torraste är februari, med 17 mm nederbörd.